# リトアニア独立革命
リトアニア独立革命（リトアニアどくりつかくめい）は、20世紀後期にソビエト連邦の支配下にあったリトアニアの独立運動とその実現。リトアニアの独立運動はバルト三国全体の独立運動を主導し、最終的にソビエト連邦の崩壊に大きな役割を果たした。

## 背景
リトアニアは第一次世界大戦の後、1920年に独立共和国を形成していたが、1940年にソ連に併合され、ソビエト連邦を構成するリトアニア共和国となった。共和国とは名ばかりで、ソ連共産党中央委員会の独裁・中央集権体制に組み込まれ、実質的には独立も自治もない状態であった。
1985年3月、ミハイル・ゴルバチョフがソ連共産党書記長（実質的な最高権力者）になり、ペレストロイカ（改革）が始まると、リトアニアでも自由化の機運が生じた。

## サユディス結成
1988年6月3日、35人の知識人（共産党員も非共産党員もまじっていた）が民族組織「サユディス」（Sąjūdis、「運動」の意）の草創グループを組織した。当初は独立は意識せず、ゴルバチョフ政権のペレストロイカ、グラスノスチ、民主化を支持し、自治を求めてゆくものであった。この年、4月にはエストニア、6月にはラトビアでそれぞれ人民戦線が組織された。サユディスの議長には音楽学者でリトアニア国立音楽学校教授のヴィタウタス・ランズベルギスが選出された。大規模集会が開かれ、地下出版の新聞も多く刊行された。リトアニア語の公用語化、独ソ不可侵条約の秘密議定書（ドイツとソ連によるバルト三国併合の合意）の暴露など、民族的な要求が出され、次第に運動は独立を志向するようになっていった。

## バルトの道
リトアニアの独立運動は、ラトビア、エストニアなどと連携する（歌う革命）。独ソ不可侵条約50周年を迎えた1989年8月23日にはヴィリニュス、リガ、タリンを結んで600キロメートルにわたる、200万人の人間の鎖（バルトの道）が形成され、世界に独立を訴えた。
一方、アルギルダス・ブラザウスカス第一書記が主導するリトアニア共産党も12月20日、ソ連共産党からの分離を宣言、一党独裁を放棄する。

## 独立宣言
1990年3月4日、リトアニア共和国最高会議（国会にあたる）の代議員選挙が50年ぶりに自由な形で行われる（1990年リトアニア最高会議選挙）。サユディスが選挙に圧勝し、非共産党員としてはじめて共和国最高会議議長にランズベルギスが就任する。
3月11日、リトアニア最高会議はソ連連邦構成共和国の中でいち早く独立を宣言。
3月15日、ソ連邦人民代議員大会は独立宣言の撤回を要求。さらに、ソ連政府は4月17日、リトアニアに対する経済封鎖を行った。一方、独立に最低でも5年はかかる連邦離脱法を計画することにより、独立の動きを牽制した。経済制裁によりインフレ率は100％を記録し、特にエネルギー不足は深刻であったが、共和国は独立宣言の撤回を拒否した。

## 流血の一月
分離独立の動きを加速するバルト三国に対し、ソ連政府は軍事的圧力をかけるようになる。9月にはラトビアに対して軍事介入する。そして、リトアニアへの介入も準備される。
1991年1月8日、KGBの特殊部隊アルファ部隊を含むソ連軍がリトアニアに投入される。
1月10日、ゴルバチョフはリトアニア最高会議に対し、ソ連憲法の回復と反憲法的な立法の撤回を最後通牒的に要求する。
1月11日、軍事介入が始まる。
- 11時50分、ヴィリニュスのリトアニア国防省を占拠。
- 12時00分、ヴィリニュス出版センターを包囲・占拠。市民に対し、実弾を発砲し始める。数人負傷。
- 15時00分、リトアニア共産党中央委員会の建物で記者会見。反独立派の共産党が「リトアニア・ソビエト社会主義共和国国家救済委員会」の設立を宣言し、自らが唯一合法的な政府であると述べた。
- 16時40分、リトアニア共和国のサウダルガス外相、ソ連外務省にソ連軍の暴力行為について懸念を表明。
- 21時00分、テレビ中継基地占拠。

1月12日
- リトアニア最高会議は徹夜で審議。ランズベルギス、三度ゴルバチョフに電話するが通ぜず。
- リトアニア全土から国民が集まり、最高会議ビル、ラジオ・テレビ局、テレビ塔、主要電話局などの重要拠点の守備に当たる。

1月13日
- 1時50分、戦車および兵士がテレビ塔を守備する市民に発砲、また戦車が市民の列に突入。13人が死亡。ソ連軍兵士の1人が味方の発砲で死亡。
- 2時00分　ラジオ・テレビ局を襲撃。生放送中のテレビが中断される。最後の映像はカメラに向かってくる兵士の姿であった。
- この2回の襲撃が行われている中、独立を支持する大群衆が最高会議ビル周囲に集まる。夜には2万人、朝には5万人に達した。臨時の礼拝所が最高会議ビルの内外に設けられ、祈りがささげられた。人々は独立のスローガンを叫び、民族の歌を歌った。軍用トラックや戦車の車列が近くまで来たが、攻撃はしなかった。

この流血の直後、リトアニア最高会議は全ソビエトと西側世界に向かって、文書で声明を出した。それは攻撃を非難し、外国政府に対し、ソ連が主権国家に対する侵略行為を始めたことを認めるよう求めるものであった。
このニュースに対し、ノルウェー政府は国連に訴えを起こした。また、ポーランド政府はリトアニア国民との連帯を表明し、ソ連軍の行為を非難した。キエフ（キーウ）、タリン、リガなど多くの都市でリトアニア支持の集会が開かれた。1月13日以後、占領は続いたが、大きな衝突はなかった。
西側の報道が入ってくると、ゴルバチョフは厳しい立場に立たされた。2月4日、アイスランドがリトアニアの独立を承認し、外交関係を樹立した。
ゴルバチョフは「労働者と知識人がリトアニア最高会議に反ソビエト放送への反対を訴えたところ暴行を受けたので、彼らがソビエト軍に保護を求めた」と釈明し、ゴルバチョフ自身をはじめ、国防省も内務省も軍に武力行使の命令は出していなかったと述べた。
リトアニアで2月9日に行われた独立の是非を問う住民投票では、9割が独立に賛成した。

## 独立達成
8月にモスクワで起きたクーデターの失敗により、ソ連共産党の権威は完全に失墜し、ウクライナなどの連邦構成共和国も相次いで独立を宣言した。1991年9月2日、アメリカ合衆国がバルト三国を承認。こうした流れに抗しきれず、1991年9月6日、ソ連国家評議会はリトアニア、ラトビア、エストニアの独立を承認した。それらの出来事が、同年末のソビエト連邦の崩壊へと繋がって行く。